# Parecbasis cyclolepis
Parecbasis cyclolepis ist eine kleine Süßwasserfischart aus der Salmlerfamilie Acestrorhamphidae, die im westlichen Amazonasbecken etwa vom peruanischen Amazonasgebiet (Region Loreto) bis Manaus, im Stromgebiet des Rio Madeira sowie im Einzugsbereich des Río Mamoré in Bolivien vorkommt.

## Merkmale
Die Salmlerart erreicht eine Standardlänge von 6,8 bis 8 Zentimeter und hat einen mäßig langgestreckten, spindelförmigen Körper. Rücken- und Bauchprofil sind fast symmetrisch. Das Maul ist endständig, die Maxillare ist unbezahnt. Die Zähne auf der Prämaxillare und im Unterkiefer sind in der Regel dreispitzig. Die tief eingeschnittene Schwanzflosse ist beschuppt. Hinter dem oberen Abschnitt des Kiemendeckelrandes befindet sich ein kleiner Fleck, der etwa die Größe der Pupille hat. Ein größerer, dunkler Fleck liegt auf der Schwanzflosse. Der Ansatz der Rückenflosse liegt vor der Körpermitte. Die im vorderen Rumpfbereich leicht nach unten gebogene Seitenlinie ist vollständig. Die Fettflosse ist gut entwickelt. Die dünnen Schuppen der Fischart sind mit zahlreichen radialen Streifen versehen.
- Flossenformel: Dorsale 11, Anale 24–26.[2]

## Lebensraum
Parecbasis cyclolepis lebt vor allem in Weißwasserflüssen mit sandigen Ufern und ist in einigen Gegenden relativ häufig. Über seine Lebensweise ist kaum etwas bekannt.

## Systematik
Parecbasis cyclolepis wurde 1914 durch den US-amerikanischen Ichthyologen Carl H. Eigenmann unter seinem heute noch gültigen wissenschaftlichen Namen erstmals wissenschaftlich beschrieben. Die Fischart ist die Schwesterart der Hyphessobrycon panamensis-Artengruppe, zu der auch Hyphessobrycon compressus, die Typusart der Gattung gehört, und ist damit eine Art aus der Unterfamilie Hyphessobryconinae.